# Belvedere (vodka)
Pour les articles homonymes, voir Belvedere.
 (février 2020).
Belvedere est une marque de vodka polonaise élaborée à base de seigle, elle est produite et distribuée par LVMH. La distillerie se situe à Żyrardów en Pologne. 

Belvedere Vodka

## Création et origines
Implantée en Pologne depuis 1993, son nom vient de l'ancienne communauté italienne établie en Pologne qui après avoir bu le breuvage s'est exclamé « ma che Belvedere » en parlant des femmes qui devinrent toutes ravissantes.
Cette marque est une filiale du groupe d'entreprises de luxe LVMH. Elle est dirigée par Rodney Williams depuis le 1er juillet 2017.
La vodka Belvedere est selon cette société élaborée à partir de seigle d’or de Dankowskie provenant de la région de Mazovie et d'eau de source issue par les puits artésiens de la marque. Elle est distillée quatre fois dans de petits alambics qui permettent d’obtenir une eau-de-vie à 96,4 %, laissée au repos avant assemblage avec l’eau pure pour atteindre la température de 40 degrés.
Elle a obtenu la médaille d'or dans la catégorie Vodka Neutral à l'International Wine & Spirit Competition en 2013.

## Marketing
Belvedere signifierait "Belle-à-voir" et fait également référence au Belwederski, le palais présidentiel polonais situé à Varsovie, représenté sur la bouteille.